# Bulbophyllum serratotruncatum
Bulbophyllum serratotruncatum là một loài phong lan thuộc chi Bulbophyllum.